# Kay y el Lagarto Humano
Kay y el Lagarto Humano es una serie de historietas de superhéroes creada por Ripoll G. para Ediciones Cliper en 1949. Su protagonista tiene la habilidad de trepar por las paredes sin dificultad.

## Trayectoria editorial
Kay y el Lagarto Humano se publicó en la revista "El Coyote" a razón de una página por número.
En 1979 fue recopilada en un álbum monográfico por el Club Amigos de la Historieta como número 3 de su colección "Autores Españoles".